# 狩野英孝★熱血アイドルアカデミー アキパラ嬢
『狩野英孝★熱血アイドルアカデミー アキパラ嬢』（かのえいこう　ねっけつアイドルアカデミー アキパラじょう）は、2009年に静岡第一テレビなどで放送されたバラエティ番組である。
同局の開局30周年記念で制作された。秋葉原発のパラパラユニット「アキパラ嬢」を結成するために、狩野英孝がプロデュースをしていく。出演していた、アイドルの幸田さゆりの不祥事に伴い全6回で打ち切りとなった。レコード会社のドリーミュージックが制作に協力していた。狩野英孝の冠番組。

## 出演者

### MC
- 狩野英孝
- いとうあさこ

### アキパラ嬢
当初は3人を採用する予定だったが、最終選考に残った10人全員を狩野の独断で合格させた。そのため、10人を2チームに分け、優秀な1チームだけをアキパラ嬢としてデビューさせる方針に変更。デビューをめざしサバイバルが展開されていく予定だった。
ヤングチーム「セ・リーグ」（ブレザー）
- 神田茉里奈
- 西川さち
- 鈴木千絵里
- 神野まるみ
- 浜崎慶美

アダルトチーム「パ・リーグ」（セーラー服）
- 木村裕子
- 桜井聖良
- 小野さゆり
- みかん
- 幸田さゆり（不祥事を起こしたため除名）

### ゲスト講師
- 有吉弘行
- 柳原可奈子
- パッション屋良
- 弾丸ジャッキー
- TKO

### ナレーター
- 東慎一郎

### ネット局
| 放送地域   | 放送局         | 系列           | 放送期間                | 放送日時               | 回数 | 備考   |
| ---------- | -------------- | -------------- | ----------------------- | ---------------------- | ---- | ------ |
| 静岡県     | 静岡第一テレビ | 日本テレビ系列 | 2009年7月14日 - 8月18日 | 火 24時59分 - 25時29分 | 6回  | 制作局 |
| 福島県     | 福島中央テレビ | 日本テレビ系列 | 2009年7月15日 - 8月12日 | 水 25時35分 - 26時05分 | 5回  |        |
| 宮城県     | ミヤギテレビ   | 日本テレビ系列 | 2009年7月16日 - 8月13日 | 木 25時08分 - 25時38分 | 5回  |        |
| 中京広域圏 | 中京テレビ     | 日本テレビ系列 | 2009年7月16日 - 8月13日 | 木 26時24分 - 26時54分 | 5回  |        |
| 北海道     | 札幌テレビ     | 日本テレビ系列 | 2009年7月19日 - 8月9日  | 日 26時20分 - 26時50分 | 4回  |        |
| 長野県     | テレビ信州     | 日本テレビ系列 | 2009年7月22日 - 8月12日 | 水 24時59分 - 25時29分 | 4回  |        |
| 新潟県     | テレビ新潟     | 日本テレビ系列 | 2009年8月6日 - 8月13日  | 木 26時38分 - 27時08分 | 2回  |        |
| 群馬県     | 群馬テレビ     | 独立UHF局      | 2009年7月17日 - 8月14日 | 金 23時30分 - 24時00分 | 5回  |        |
| 東京都     | TOKYO MX       | 独立UHF局      | 2009年7月17日 - 8月21日 | 金 26時00分 - 26時30分 | 6回  |        |
| 神奈川県   | テレビ神奈川   | 独立UHF局      | 2009年7月20日 - 8月24日 | 月 26時15分 - 26時45分 | 6回  |        |
| 埼玉県     | テレビ埼玉     | 独立UHF局      | 2009年8月2日 - 9月6日   | 日 26時00分 - 26時30分 | 6回  |        |

## 途中打ち切りとなった経緯
2009年8月13日に、「パ・リーグ」のメンバーの幸田さゆりが詐欺容疑で千葉県警察に逮捕されたことが明らかになった。そのため、その後の放送では急遽各局とも幸田の名前を伏せ、顔にはボカシをかけ、収録日テロップを挿入して放映する措置をとった。しかし、番組の継続が困難となり、当初12回放送の予定だったが、第6回の放送を最後に急きょ打ち切りとなった。遅れネットで放送し、6回より前の回で終了した局もあった。第7回以降で富士急ハイランドで行われたイベントの模様を放送する予定だったが、番組の打ち切りによりいわゆる「お蔵入り」となった。

## スタッフ
- 構成：つじまるみ、山形遼介
- 制作協力：スクラッチ、スウィッシュ・ジャパン